# 陳其寬 (光緒進士)
陳其寬，雲南省雲南府昆明縣人，清朝政治人物、進士出身。
光緒六年（1880年），参加庚辰科殿試，登進士二甲第99名。同年五月，著分部學習。